# فهرست تیره‌های ماهیان
فهرست زیر، مجموعه ای از  تیره‌های ماهی است که بر اساس نام علمی مرتب شده است.
A - B - C - D - E - F -
G - H - I - J - K -
L - M - N - O - P - R - S - T - U - V - W - X - Y - Z

## A
Ab-Am - An-Ap - Ar-Au

### Ab-Am
- خارچتری‌های ژرفازی
- جراح‌ماهیان
- سوزن‌آروارگان
- کفشک‌ماهی آمریکایی
- کفشک جنوبی
- ماهیان خاویاری
- شکم‌چراغیان
- ماهی شالیزار
- گربه‌ماهی الوار
- سرسوسماری
- گربه‌ماهی جویبار
- استخوان‌ماهیان
- نیشترماهی
- ماهیان سربرهنه
- تتراهای آفریقایی
- کوسه دم‌دراز
- شیشه‌ماهی بی‌کیسه
- شیشه‌ماهیان آسیایی
- گربه‌ماهی‌های سیلابی
- کورماهیان
- کمان‌باله‌ماهیان
- نیزه ماسه
- گربه‌ماهی تیان

### An-Ap
- گورامی بالارو
- چهارچشمیان
- چارگوش‌ماهی نرم
- گرگ‌ماهیان
- مارماهی مهاجر
- ماهیان چشم‌چراغی
- ماهی دندان‌نیش
- شبدیزماهیان
- دهان‌بالایان
- دشنه‌دندان (سرده)
- قورباغه‌ماهی
- ماهی لوتی دزد
- روده‌ماهیان کور
- زنبورماهیان
- مخمل‌ماهی
- ساده‌لبان
- مرمرماهی
- دهان‌لانه‌ماهیان
- کاردماهی شبح

### Ar-Au
- شاه‌سیمین‌ماهی
- گربه‌ماهیان دریایی
- رانده‌ماهی‌های ژرفا
- آزادماهی استرالیا
- غارت‌ماهیان ریشو
- گربه‌ماهیان بانجو
- گربه‌ماهی بالارو
- ماهی نرم‌بینی
- شیشه‌ماهیان
- سیمین‌پهلوهای نوگرمسیری
- گربه‌ماهی الوار
- پرچم‌بالگان
- ماهی نوک‌لوله‌ای
- شیپورماهیان

## B
- کیسه‌ماهیان
- فریباماهیان
- سگ‌ماهیان جویباری
- ماهی بانجو
- وال‌ماهی مخملی
- شگ‌ماهیان ژرفازی
- اژدهاماهیان جنوبگان
- سیمین‌ماهی ژرفنا
- لنگرماهی‌های جنوبگان
- ماهی ژرف‌کاو
- وزغ‌ماهیان
- ماهی رنگین‌کمان ماداگاسکار
- منقارماهیان
- ماهیان سرپخ ژرف‌زی
- سنجاب‌ماهی‌های ژرف‌زی
- بلنی‌های دندان‌شانه‌ای
- کفشک‌ماهیان چپ‌روی
- تیغچه‌ماهی
- کوسه‌های کوتاه‌دم
- دست‌ماهی
- نقره‌ماهی
- ماهی سیخ‌به‌سر
- روده‌ماهیان زنده‌زا

## C
Ca - Ce - Ch - Ci-Cu - Cy

### Ca
- ماهیان تفنگچی
- ماهی لوتی درخشان
- گربه‌ماهیان زره‌دار
- بچه‌اژدهاماهی
- موش‌ماهیان خیش‌بینی
- سادماهیان
- مخمل‌ماهی دایره‌ای
- گیش‌ماهیان
- لولوماهی
- کوسه‌ماهیان درنده
- ماهی یال‌دار
- مکندگان
- باله‌بادبزنی

### Ce
- شانک‌ماهیان
- خورشیدماهیان آب شیرین
- میگوماهیان
- عقرب‌ماهیان کاذب
- ماهی عروس دریایی
- میان‌ربایندگان
- فانوس‌ماهی شاخ‌دار
- سوف‌های شیشه‌ای
- نوارماهیان
- دیوماهی زگیل‌دار
- شش‌ماهی کوئینزلند
- وال‌ماهی سست
- گربه‌ماهیان نهنگی
- کوسه آسوده

### Ch
- گربه‌ماهی‌های ماهیگیر
- بلنی‌های پرچمی
- پروانه‌ماهی
- ماهی‌های تمساح‌دندان
- خامه‌ماهی
- یخ‌ماهیان تمساحی
- ماهیان سرماری
- کاراسینان
- مارماهی کرم‌خاکی
- وزغ دریایی
- کره‌ماهی
- ماهی‌های ماردندان
- ماهی‌های سربه‌زیر
- موش‌ماهیان دماغ‌کوتاه
- خاروماهیان
- ماهی کتانجک
- کوسه‌های لبه‌دار
- مارماهیان رنگین کاذب
- ماهی چشم‌سبز

### Ci-Cu
- سیکلید
- صیادماهیان
- خالدارکفشکان
- بربط‌ماهیان
- گربه‌ماهی نفس‌کش
- ماهی‌های شیب‌دار
- شگ‌ماهیان
- رفتگرماهیان
- ببرماهی‌مانندان
- مارماهی‌های کرمی
- روغنی‌ماهی بایکال
- خوک‌ماهیان
- مارماهی دریایی
- دلفین‌ماهیان
- لنگرماهیان
- لنگرماهی‌های بایکال
- گربه‌ماهی‌های زره‌به‌سر
- ماسه‌کن
- جهنده‌ماهیان آمریکای جنوبی
- کج‌دهانان
- ماهیان سبک‌شانه
- کاراسینان بی‌دندان

### Cy
- ماهی مکشی
- مارماهی پاشلکی دم‌بریده
- تتراهای سگ‌دندان
- زبان‌گاوماهیان
- کپورماهیان
- کپوردندان‌ماهیان

## D
- خروسک‌ماهیان پرنده
- اورانوس‌ماهی ماسه‌نشین
- کوسه‌های بادبادک‌باله
- پوماهی
- سیمین‌پهلوی عاج‌دار مرسر
- شاه‌ماهی دندانچه‌ای
- مارماهی گردن‌دراز
- قلابچه‌ماهی دوقلابه
- گالیون‌ماهی‌ها
- اردک‌ماهی باله‌دراز
- خارماهیان غار
- خارپشت‌ماهیان
- گربه‌ماهیان مخملی
- ماهیان باله‌خاری
- گربه‌ماهیان صدادار
- بچه‌اژدهاماهیان نشیب
- منگال‌ماهی
- شگ‌ماهیان رنگی Whitehead, 1963

## E
- چسبک‌ماهیان
- خاربینی‌ها
- خورشیدماهی کوتوله
- مارماهی برقی
- کفال فالکلند
- گاوماهیان خواب‌آلود
- بانوماهیان
- لوتی خیزآب
- ماهیان پرسه‌زن
- موتوماهیان
- پیرزن‌ماهی
- شینگ‌ماهیان
- دهان‌لانه‌ماهیان ژرف‌زی
- گربه‌ماهیان آزارنده
- لنگرماهیان سرگاوی ژرف‌زی
- درنده‌ماهیان
- اردک‌ماهی (سرده)
- روغن‌ماهی یوکلا
- مارماهی پلیکانی
- ماهی دندان‌خنجری
- پرنده‌ماهی

## F
- لب‌لوله‌ماهی
- قنات‌ماهی‌های برتر

## G
- روغن‌ماهیان
- اخترماهیان
- تبرماهی آب شیرین
- ماهی آبنوس
- کپورهای جویبار
- چرب‌گوشتان
- مکنده‌ماهی کیسه‌دار
- چغوک‌ماهیان
- ماهی قوزی
- قلابچه‌ماهی دماغ‌شلاقی
- ماهی تلسکوپی
- کوسه‌های پرستار
- لوتی‌های مرواریدی
- مخمل‌ماهی سرخ
- گیره‌ماهیان
- گاوماهیان
- شن‌ماهی‌های منقاردار
- گوشه‌دهانان
- ماهیان باله‌شکافته
- پری‌ماهیان
- زرورق‌ماهی
- چاقوماهی آفریقایی
- کاردماهی پشت‌برهنه
- پرتوماهی پروانه‌ای
- جلبک‌خواران

## H
- سنگسرماهیان
- مارمولک‌ماهی
- غارت‌ماهی‌های خاردار
- گربه‌ماهیان نهنگی
- گورامی بوسه‌زن
- کوسه‌های راسویی
- نیم‌دندان‌ماهیان
- نیم‌منقارماهیان
- گربه‌کوسه‌ماهیان
- غراب دریایی
- گیره‌ماهی‌ها
- هفت‌بالگان
- مارماهی گل‌نشین
- کوسه‌های شاخدار
- اشلمبوها
- درازماهیان سبز
- کوسه گاوی
- لقمه‌ماهی شش‌آبششه
- فوتبال‌ماهی
- ماهی‌های ماه‌چشم
- ماهی زبرپوست
- سنجاب‌ماهیان
- ماهی‌های سرصاف شبح
- کاردماهی‌های دماغ‌بریده
- مارماهی‌های شنی

## I
- ماهی ژنده‌پوش
- پیشی‌ماهیان
- ناسازه‌ماهی‌ها
- سنگسرماهیان
- ماهیان سه‌پای ژرفا
- نیزه‌ماهی

## K
- گوش‌صدفیان
- جهنده‌ماهی‌های ماسه‌نشین
- ماهیان دم‌پرچمی
- ماهیان پیشانی‌پرور
- چرم‌باله‌ماهیان

## L
La-Li - Lo-Lu

### La-Li
- زمردماهیان
- بلنی‌های کوچک
- گیش‌ماهی کاذب
- سفیدکوسگان
- ماه‌ماهی
- تهی‌خار
- ماهی‌های شیپورزن
- قلم‌ماهیان
- پنجزاری‌ماهیان
- سمندرماهی
- شش‌ماهی آمریکای جنوبی
- ماهی سرسوسماری
- آزادماهی‌های ساحلی
- کوسه تازی ریشک‌دار
- سربرهنه‌های نامعمول
- ماسه‌ماهی جنوبی
- شهری‌ماهیان
- چپ‌روزنه
- حلزون‌ماهی

### Lo-Lu
- سه‌دم‌ماهیان
- کاکل‌ماهی
- غازماهی
- تاج‌ماهی
- مکنده‌دهانان
- درازماهیان
- گورامی سراردکی
- سرخوماهیان
- بیضی‌ماهی

## M
Ma-Mi - Mo-My

### Ma-Mi
- دم‌شلاقی
- کاشی‌ماهی
- گربه‌ماهی برقی
- مارماهیان خاردار
- کوسه دهان‌بزرگ
- وال‌ماهی سست
- بزرگ‌ماهی
- سرپخ‌ماهی
- دیوماهی سیاه
- روغن‌ماهی‌های سیاه‌چرده
- رنگ‌ماهی
- شکم‌ماهی
- قلاب‌دهانان
- تیرچه‌ماهیان
- سیمین‌ماهیان قلمی
- وال‌ماهی سست
- دیوکوسگان
- جیک‌ماهیان
- خورشیدماهیان
- سوهان‌ماهی
- کاج‌ماهیان
- ماه‌ماهیان
- تک‌آراواره
- روغن‌ماهیان کوچک
- مارماهیان اسپاگتی
- پیل‌ماهیان
- خارماهیان معتدله
- ماهی کفال
- بزماهیان
- مارماهیان دریایی
- مارماهی رنگین
- مارماهیان روغنی
- فانوس‌ماهی
- سفره‌ماهی
- مارماهی‌های باریک
- بی‌فک‌ماهی

## N
- برگ‌ماهیان آسیایی
- هوشبرماهیان
- ماهی باله‌خروسی
- گربه‌ماهی کوهی
- مارماهی پاشلکی
- گوازیم‌ماهیان
- دیوماهی خاردندان
- چانه‌سیاهان
- عقرب‌ماهیان خروسکی
- مارماهیان پوزه‌اردکی
- رانده‌ماهی
- لنگرماهی ذره‌ای
- مارماهی‌های خاردار ژرف‌زی
- ساردین‌های خیزاب
- پشت‌تراشیده
- پشت‌پرگان
- ماهیان محتاط
- یخ‌ماهیان روغنی

## O
- سفیدگون‌های جلبک‌خوار
- کوسه شنی
- ماهی خواب‌آلود آب شیرین
- خفاش‌های دریایی
- گربه‌ماهی‌های دعوایی
- چکش‌آرواره
- خواب‌بینان
- کرم‌ماهیان
- روده‌ماهیان
- چشم‌بشکه‌ای
- آرواره‌ماهیان
- کاردپوزه
- کوسه‌ریشو
- پریشان‌ماهیان
- سیمین‌ماهی
- گورامی
- آروانا
- صندوق‌ماهیان
- سنجاب‌ماهی‌های پوست‌صدفی
- کوسه خشن

## P
Pa-Pe - Ph-Pl - Po-Pr - Ps-Pt

### Pa-Pe
- گربه‌ماهی کوسه‌ای
- پروانه‌ماهی آب شیرین
- خمسی‌شکل‌ها
- روده‌ماهیان زنده‌زای کاذب
- گربه‌ماهی جویبار moved to Akysidae
- کوترماهی‌نما
- کفشک‌ماهیان دندان‌بزرگ
- ماهی چانه‌دراز
- کوسه‌نهنگ‌های یقه‌دار
- خیارماهی
- سیخدارماهیان
- ماهی‌های خراش‌دندان
- پوزماهی استرالیایی
- شب‌پره‌های دریایی
- جاروب‌ماهی
- سرزره
- ماهیان لوتی معتدله
- سوف‌ماهیان
- لوتی‌های معتدله
- پوزه‌اردکان
- سوف‌آزادان
- خروسک‌ماهی زره‌پوش
- دهان‌گردماهی

### Ph-Pl
- شیشه‌ماهیان کوتوله
- لیزماهی
- بلنی زندانی
- فروغ‌ماهیان
- دهان‌لولایی
- روغن‌ماهیان شاخک‌دار
- گربه‌ماهی‌های ریش‌دراز
- لوتی ماسه
- زمین‌کن‌ماهیان
- ماهیان کتف‌لوله‌ای
- شیرین‌ماهی
- تیغ‌پره‌ای
- لقمه‌ماهی ژرف‌زی
- باله‌کشیده
- کفشک‌ماهیان راست‌روی
- گریه‌ماهی ماردم

### Po-Pr
- رنگین‌ماهیان
- برگ‌ماهیان
- ریش‌ماهی‌ها (سرده)
- راشگوماهیان
- پوزه‌پارویی
- ماهی پردندانه
- پرباله‌ماهیان
- فرشته‌ماهیان
- شقایق‌ماهیان
- آبی‌ماهی
- لقمه‌ماهیان رودخانه
- تیبرماهیان
- اره‌ماهی
- اره‌کوسه
- کاراسین‌های قیف‌دهان
- ژرف‌ماهیان
- گربه‌ماهی‌های پشت‌باله
- شش‌ماهی‌های آفریقایی

### Ps-Pt
- سپرماهی خاردار
- یخ‌ماهی دریارو
- کوسه تمساحی
- نئون‌ماهیان
- ماهیان چشم‌آبی
- گربه‌ماهی‌های خرزنبور
- گربه‌ماهیان کاذب
- بدگیس‌پشت‌ها
- کپورهای کوهی
- ماهیان کله‌گنده
- تیرماهی
- شهپرماهی

## R
- سوکلا
- ماهی دم‌تیز
- چارگوش‌ماهی
- پاروماهی
- سیمین‌ماهیان جنوبی
- کاردماهیان شنی
- ماهی باله‌پا
- کوسه‌نهنگ
- سوس‌نما
- موش‌ماهیان دماغ‌دراز
- گاوماهیان کپوری
- ساده‌لبان
- وال‌ماهی دهان‌قرمز

## S
Sa-Sc - Se-St - Su-Sy

### Sa-Sc
- گلوکیسه‌ای
- یخ‌ماهیان
- آزادماهیان
- تاجدارکفشکان
- طوطی‌ماهیان
- زروک‌ماهیان
- اسبله‌ایان
- نوزادماهی
- شوریده‌ماهیان
- گربه‌ماهی خاردار کوتوله
- منقارماهی‌های ناوی
- تن‌ماهیان
- ماهی خال‌خالی سیاه
- گورزادماهی
- چشم‌مرواری
- سپرماهیان
- عقرب‌ماهیان
- گربه‌کوسه
- کله‌ماری

### Se-St
- صخره‌ماهیان
- هامورماهیان
- مارماهی دندان‌اره‌ای
- زبره‌ماهیان
- صافی‌ماهیان
- شورت‌ماهیان
- اسبله‌ماهیان
- گربه‌ماهیان تندابه
- کفشک‌ماهیان اصلی
- لوله‌ماهی‌های شبح
- شانک‌ماهیان
- کوترماهیان
- کوسه سرچکشی
- کوسه‌های خاردار
- فرشته‌کوسه‌سانان
- کوسه گورخری
- ماهیان تیغ‌تیغی
- سینه‌چروکان
- کاردماهی شیشه‌ای
- سیخچه‌پشت
- اژدهاماهیان
- حلواماهیان
- چشم‌لوله‌ای

### Su-Sy
- رشته‌ماهیان سوندالند
- نشیب‌ماهیان
- سنگ‌ماهیان
- مارماهی بی‌رحم
- مارماهی باتلاقی
- سوزن‌ماهیان
- سوسمارماهیان

## T
- سیمین‌پهلوهای باله‌بادبانی
- یلی‌ماهیان
- قورباغه‌ماهیان چهاردست‌وپا
- دم‌چارگوشی
- بادکنک‌ماهیان
- منجک‌ماهیان
- شگفت‌ماهیان
- اژدرماهیان
- ماهی کمانگیر
- لیزابه‌سر
- زهرماهی
- روبان‌ماهی
- سه‌خارماهیان
- میخ‌ماهی
- کوسه‌های تازی
- ماهی یال‌اسبی
- ماسه‌ماهیان
- گربه‌ماهیان قلمی
- ماسه‌رو
- خروسک‌ماهی
- ماهی پفکی سه‌دندان
- بلنی سه‌باله

## U
- لجن‌ماهیان
- اورانوس‌ماهی
- لقمه‌ماهی گرد

## V
- کپوردندانی
- بادبانی‌بالگان

## X
- پیچنده‌ماهیان
- شمشیرماهی

## Z
- داس‌ماهی
- شانه‌ماهی
- پوزماهی
- طلاکوب‌ماهیان
- آفتاب‌ماهیان
- ماهی سردرشت